# Jesús David Delgado
Jesús David Delgado Pérez (Las Palmas, 17 de junio de 1999) es un atleta español especialista en la prueba de 400 metros vallas. Tiene el actual récord de España de su prueba.

## Carrera deportiva
Jesús David Delgado debutó como internacional absoluto siendo quinto en la prueba de 400 m vallas de la Superliga del Campeonato Europeo de Atletismo por Equipos de 2021.
En 2022 consiguió su primera medalla internacional, bronce en el Campeonato Iberoamericano. Ese mismo año debutó en el Campeonato de Europa, donde alcanzó la semifinal.
Repitió participación en el Campeonato de Europa de 2024 con nuevo avance hasta la semifinal, de donde no pudo pasar.
A finales de mayo de 2025 se convirtió en el segundo atleta español que conseguía bajar de 49 s en los 400 m vallas y poco después, el 14 de junio, batió el récord de España con un registro de 48.60 s. Unas semanas más tarde participó en el Campeonato de Europa por Equipos, donde consiguió la quinta plaza en su prueba. A principios de julio volvió a batir su récord de España, esta vez con una marca de 48.45 s.

## Competiciones internacionales
| Representando a España \| Año \| Competición \| Sede \| Puesto \| Prueba \| Marca \| \| ---- \| -------------------------------- \| -------- \| ----------------- \| ------------ \| ------- \| \| 2018 \| Campeonato del Mundo Sub-20 \| Tampere \| 19.º (sf.) \| 400 m vallas \| 52.18 \| \| 2019 \| Campeonato de Europa Sub-23 \| Gävle \| 12.º (sf.) \| 400 m vallas \| 51.34 \| \| 2021 \| Campeonato de Europa Sub-23 \| Gävle \| 8.º \| 400 m vallas \| 52.86 \| \| 2021 \| Campeonato de Europa Sub-23 \| Gävle \| 10.º (sf.) \| 4 × 400 m \| 3:09.14 \| \| 2021 \| Campeonato de Europa por Equipos \| Chorzów \| 5.º \| 400 m vallas \| 51.11 \| \| 2022 \| Campeonato Iberoamericano \| La Nucia \| Medalla de bronce \| 400 m vallas \| 49.82 \| \| 2022 \| Campeonato de Europa \| Múnich \| 22.º (sf.) \| 400 m vallas \| 50.32 \| \| 2023 \| Juegos Europeos \| Chorzów \| 18.º [n 1] \| 400 m vallas \| 50.78 \| \| 2024 \| Campeonato de Europa \| Roma \| 13.º (sf.) \| 400 m vallas \| 49.38 \| \| 2025 \| Campeonato de Europa por Equipos \| Madrid \| 5.º \| 400 m vallas \| 49.06 \| | Representando a España \| Año \| Competición \| Sede \| Puesto \| Prueba \| Marca \| \| ---- \| -------------------------------- \| -------- \| ----------------- \| ------------ \| ------- \| \| 2018 \| Campeonato del Mundo Sub-20 \| Tampere \| 19.º (sf.) \| 400 m vallas \| 52.18 \| \| 2019 \| Campeonato de Europa Sub-23 \| Gävle \| 12.º (sf.) \| 400 m vallas \| 51.34 \| \| 2021 \| Campeonato de Europa Sub-23 \| Gävle \| 8.º \| 400 m vallas \| 52.86 \| \| 2021 \| Campeonato de Europa Sub-23 \| Gävle \| 10.º (sf.) \| 4 × 400 m \| 3:09.14 \| \| 2021 \| Campeonato de Europa por Equipos \| Chorzów \| 5.º \| 400 m vallas \| 51.11 \| \| 2022 \| Campeonato Iberoamericano \| La Nucia \| Medalla de bronce \| 400 m vallas \| 49.82 \| \| 2022 \| Campeonato de Europa \| Múnich \| 22.º (sf.) \| 400 m vallas \| 50.32 \| \| 2023 \| Juegos Europeos \| Chorzów \| 18.º [n 1] \| 400 m vallas \| 50.78 \| \| 2024 \| Campeonato de Europa \| Roma \| 13.º (sf.) \| 400 m vallas \| 49.38 \| \| 2025 \| Campeonato de Europa por Equipos \| Madrid \| 5.º \| 400 m vallas \| 49.06 \| | Representando a España \| Año \| Competición \| Sede \| Puesto \| Prueba \| Marca \| \| ---- \| -------------------------------- \| -------- \| ----------------- \| ------------ \| ------- \| \| 2018 \| Campeonato del Mundo Sub-20 \| Tampere \| 19.º (sf.) \| 400 m vallas \| 52.18 \| \| 2019 \| Campeonato de Europa Sub-23 \| Gävle \| 12.º (sf.) \| 400 m vallas \| 51.34 \| \| 2021 \| Campeonato de Europa Sub-23 \| Gävle \| 8.º \| 400 m vallas \| 52.86 \| \| 2021 \| Campeonato de Europa Sub-23 \| Gävle \| 10.º (sf.) \| 4 × 400 m \| 3:09.14 \| \| 2021 \| Campeonato de Europa por Equipos \| Chorzów \| 5.º \| 400 m vallas \| 51.11 \| \| 2022 \| Campeonato Iberoamericano \| La Nucia \| Medalla de bronce \| 400 m vallas \| 49.82 \| \| 2022 \| Campeonato de Europa \| Múnich \| 22.º (sf.) \| 400 m vallas \| 50.32 \| \| 2023 \| Juegos Europeos \| Chorzów \| 18.º [n 1] \| 400 m vallas \| 50.78 \| \| 2024 \| Campeonato de Europa \| Roma \| 13.º (sf.) \| 400 m vallas \| 49.38 \| \| 2025 \| Campeonato de Europa por Equipos \| Madrid \| 5.º \| 400 m vallas \| 49.06 \| | Representando a España \| Año \| Competición \| Sede \| Puesto \| Prueba \| Marca \| \| ---- \| -------------------------------- \| -------- \| ----------------- \| ------------ \| ------- \| \| 2018 \| Campeonato del Mundo Sub-20 \| Tampere \| 19.º (sf.) \| 400 m vallas \| 52.18 \| \| 2019 \| Campeonato de Europa Sub-23 \| Gävle \| 12.º (sf.) \| 400 m vallas \| 51.34 \| \| 2021 \| Campeonato de Europa Sub-23 \| Gävle \| 8.º \| 400 m vallas \| 52.86 \| \| 2021 \| Campeonato de Europa Sub-23 \| Gävle \| 10.º (sf.) \| 4 × 400 m \| 3:09.14 \| \| 2021 \| Campeonato de Europa por Equipos \| Chorzów \| 5.º \| 400 m vallas \| 51.11 \| \| 2022 \| Campeonato Iberoamericano \| La Nucia \| Medalla de bronce \| 400 m vallas \| 49.82 \| \| 2022 \| Campeonato de Europa \| Múnich \| 22.º (sf.) \| 400 m vallas \| 50.32 \| \| 2023 \| Juegos Europeos \| Chorzów \| 18.º [n 1] \| 400 m vallas \| 50.78 \| \| 2024 \| Campeonato de Europa \| Roma \| 13.º (sf.) \| 400 m vallas \| 49.38 \| \| 2025 \| Campeonato de Europa por Equipos \| Madrid \| 5.º \| 400 m vallas \| 49.06 \| | Representando a España \| Año \| Competición \| Sede \| Puesto \| Prueba \| Marca \| \| ---- \| -------------------------------- \| -------- \| ----------------- \| ------------ \| ------- \| \| 2018 \| Campeonato del Mundo Sub-20 \| Tampere \| 19.º (sf.) \| 400 m vallas \| 52.18 \| \| 2019 \| Campeonato de Europa Sub-23 \| Gävle \| 12.º (sf.) \| 400 m vallas \| 51.34 \| \| 2021 \| Campeonato de Europa Sub-23 \| Gävle \| 8.º \| 400 m vallas \| 52.86 \| \| 2021 \| Campeonato de Europa Sub-23 \| Gävle \| 10.º (sf.) \| 4 × 400 m \| 3:09.14 \| \| 2021 \| Campeonato de Europa por Equipos \| Chorzów \| 5.º \| 400 m vallas \| 51.11 \| \| 2022 \| Campeonato Iberoamericano \| La Nucia \| Medalla de bronce \| 400 m vallas \| 49.82 \| \| 2022 \| Campeonato de Europa \| Múnich \| 22.º (sf.) \| 400 m vallas \| 50.32 \| \| 2023 \| Juegos Europeos \| Chorzów \| 18.º [n 1] \| 400 m vallas \| 50.78 \| \| 2024 \| Campeonato de Europa \| Roma \| 13.º (sf.) \| 400 m vallas \| 49.38 \| \| 2025 \| Campeonato de Europa por Equipos \| Madrid \| 5.º \| 400 m vallas \| 49.06 \| | Representando a España \| Año \| Competición \| Sede \| Puesto \| Prueba \| Marca \| \| ---- \| -------------------------------- \| -------- \| ----------------- \| ------------ \| ------- \| \| 2018 \| Campeonato del Mundo Sub-20 \| Tampere \| 19.º (sf.) \| 400 m vallas \| 52.18 \| \| 2019 \| Campeonato de Europa Sub-23 \| Gävle \| 12.º (sf.) \| 400 m vallas \| 51.34 \| \| 2021 \| Campeonato de Europa Sub-23 \| Gävle \| 8.º \| 400 m vallas \| 52.86 \| \| 2021 \| Campeonato de Europa Sub-23 \| Gävle \| 10.º (sf.) \| 4 × 400 m \| 3:09.14 \| \| 2021 \| Campeonato de Europa por Equipos \| Chorzów \| 5.º \| 400 m vallas \| 51.11 \| \| 2022 \| Campeonato Iberoamericano \| La Nucia \| Medalla de bronce \| 400 m vallas \| 49.82 \| \| 2022 \| Campeonato de Europa \| Múnich \| 22.º (sf.) \| 400 m vallas \| 50.32 \| \| 2023 \| Juegos Europeos \| Chorzów \| 18.º [n 1] \| 400 m vallas \| 50.78 \| \| 2024 \| Campeonato de Europa \| Roma \| 13.º (sf.) \| 400 m vallas \| 49.38 \| \| 2025 \| Campeonato de Europa por Equipos \| Madrid \| 5.º \| 400 m vallas \| 49.06 \| |
| Año | Competición | Sede | Puesto | Prueba | Marca |
| --- | --- | --- | --- | --- | --- |
| 2018 | Campeonato del Mundo Sub-20 | Tampere | 19.º (sf.) | 400 m vallas | 52.18 |
| 2019 | Campeonato de Europa Sub-23 | Gävle | 12.º (sf.) | 400 m vallas | 51.34 |
| 2021 | Campeonato de Europa Sub-23 | Gävle | 8.º | 400 m vallas | 52.86 |
| 2021 | Campeonato de Europa Sub-23 | Gävle | 10.º (sf.) | 4 × 400 m | 3:09.14 |
| 2021 | Campeonato de Europa por Equipos | Chorzów | 5.º | 400 m vallas | 51.11 |
| 2022 | Campeonato Iberoamericano | La Nucia | Medalla de bronce | 400 m vallas | 49.82 |
| 2022 | Campeonato de Europa | Múnich | 22.º (sf.) | 400 m vallas | 50.32 |
| 2023 | Juegos Europeos | Chorzów | 18.º | 400 m vallas | 50.78 |
| 2024 | Campeonato de Europa | Roma | 13.º (sf.) | 400 m vallas | 49.38 |
| 2025 | Campeonato de Europa por Equipos | Madrid | 5.º | 400 m vallas | 49.06 |

1. ↑  Esta competición sirvió simultáneamente como Campeonato Europeo de Atletismo por Equipos, en cuya prueba de Primera División fue 12.º